# Falenko
Falenko o Falanko es una comuna rural del departamento de Tanout de la región de Zinder, en Níger. En diciembre de 2012 presentaba una población censada de 13 993 habitantes, de los cuales 6840 eran hombres y 7153 eran mujeres.
El pueblo fue fundado por los tuaregs en la década de 1920. Era conocido como un centro de cultivo de mijo hasta que en la década de 1970 se produjeron sequías que acabaron con la producción. Actualmente sigue siendo un área de mayoría étnica tuareg, aunque también viven minorías de hausas y fulanis.
Se encuentra situada en el centro-sur del país, unos 60 km al noroeste de la capital regional Zinder y unos 60 km al suroeste de Tanout, junto al límite con la vecina región de Maradi.